# Joel Walker
Joel Walker (* 16. März 1994 in Sheffield, England) ist ein englischer Snookerspieler.

## Karriere
Joel Walker nahm 2010 erstmals an Profiturnieren teil. Bei der für Amateure offenen Players Tour Championship trat er bei vier der fünf Turniere in seiner Heimatstadt Sheffield an und errang mit einem Sieg über den Weltranglistenspieler Liu Chuang immerhin einen Achtungserfolg. Im Mai 2011 versuchte er, sich über die Q School für die Snooker Main Tour zu qualifizieren. Im zweiten Turnier kam er bis in Runde vier, verpasste dann aber gegen Simon Bedford den Einzug ins Qualifikationsspiel. Im Jahr darauf nahm er wieder an den englischen PTC-Turnieren teil, kam aber nie über die erste Runde hinaus. Auch bei der Q School blieb er zweimal erfolglos, dann gelang ihm jedoch mit einem Sieg über Justin Astley im letzten Turnier die Main-Tour-Qualifikation für die kommenden beiden Spielzeiten.
In seinem ersten Profijahr schaffte es der Engländer nur einmal in die zweite Qualifikationsrunde eines Weltranglistenturniers durch einen Sieg über Cao Yupeng beim Wuxi Classic 2012. Bei den Scottish Open schaffte er es immerhin unter die letzten 32 und besiegte dabei zwei Top-32-Spieler. Er sicherte sich damit über dieses PTC-Turnier ein paar Ranglistenpunkte, die ihm zum Saisonende auf Platz 90 brachten. Die Saison 2013/14 begann Walker mit der erfolgreichen Qualifikation für das Wuxi Classic 2013 gegen Ian Burns. Beim Hauptturnier in China gewann er auch noch das Auftaktspiel gegen Alex Davies und schaffte mit dem Erreichen der Runde der letzten 32 bei einem Weltranglistenturnier sein bis dahin bestes Ergebnis.
Zum Ende der Saison 2015/16 lag Walker auf Position 79 der Snookerweltrangliste. Dieser Platz reichte nicht für den Verbleib auf der Main Tour, auch der Versuch sich über die Q School direkt wieder neu zu qualifizieren gelang ihm nicht.